# Lorry-lès-Metz
Lorry-lès-Metz è un comune francese di 1 560 abitanti situato nel dipartimento della Mosella nella regione del Grand Est.

## Società

### Evoluzione demografica
Abitanti censiti